# 利茲基 (卡尼夫區)
49°37′35″N 31°9′51″E / 49.62639°N 31.16417°E
利茲基（烏克蘭語：Лізки）是位於烏克蘭中部的村莊，由切爾卡瑟州切爾卡瑟區的斯泰潘齊市鎮負責管轄。該村面積0.31平方公里，海拔高度147米，2001年人口46，人口密度每平方公里147人。